# Bergamodactylus
Bergamodactylus (лат.) — род птерозавров, чьи окаменелые остатки найдены в верхнетриасовых отложениях (норийский ярус 215,56—212,0 млн лет назад) на территории провинции Бергамо (Италия). В род включают единственный типовой вид — Bergamodactylus wildi. Ранее остатки этого таксона относили к неполовозрелой особи эудиморфодона или считали идентичным Carniadactylus.

## Открытие
В 1978 году Руперт Вильд описал небольшой экземпляр птерозавра из коллекции Музея палеонтологии при Миланском Университете, который был найден неподалёку от коммуны Чене в Ломбардии. Он назвал его «миланским экземпляром» и идентифицировал как неполовозрелую особь Eudimorphodon ranzii. В своей работе Вильд отметил значительные отличия от типового образца E. ranzii, но объяснил это молодым возрастом животного.
В 2009 году Фабио Марко Далла Веккья подтвердил сделанный ранее Келльнером вывод, что особь была по меньшей мере неполовозрелой, ввиду слияния в образце лопатки с коракоидом, костей запястья — в синкарпал, а также слияние отростка-разгибателя в первой фаланге крыла. Далла Веккья отнёс образец к роду Carniadactylus.
В 2015 году Александр Келльнер пришёл к выводу, что «миланский экземпляр» представляет собой вид, отличный от Carniadactylus. Образец показывал различия в строении, которые не могли объясняться отличиями двух особей. Он был намного меньше, несмотря на аналогичный возраст, и более молодым в отношении геологической датировки. Келльнер отнёс образец к новому виду — Bergamodactylus wildi. Родовое название объединяет отсылку к провинции Бергамо с основой греч. δάκτυλος, daktylos — «палец». Видовое название дано в честь Руперта Вильда.

## Описание
Голотип MPUM 6009 был найден в слое формации Цорцино, которую датируют нижним норийским ярусом. Он состоит из неполного скелета, включающего череп с нижней челюстью, сплющенного на плите. Скелет в значительной степени сочленён, включает большую часть крыльев, большую часть позвоночника, за исключением хвоста и задних конечностей. Некоторые кости сохранились только в виде отпечатков.
Bergamodactylus является одним из самых маленьких известных птерозавров: Келльнер оценил размах его крыльев всего в 465 мм. Зубы птерозавра были многобугорчатыми, как у эудиморфодона, но их количество сильно отличается: по 14 как в верхней, так и в нижней челюсти против соответственно 29 и 28 у более поздних видов. Дополнительные отличия от Carniadactylus включают в себя ряд зубов, который простирается вглубь к задней части нижней челюсти, вышележащий дельтопекторальный гребень на плечевой кости и более короткую верхнюю часть необычно скрученного птероида. Как Bergamodactylus, так и Carniadactylusесть обладали укороченной второй фалангой пальца крыла.
Келльнер поместил Bergamodactylus в семейство Campylognathoididae.